# Moussa Yahaya
Moussa Yahaya es un exfutbolista que jugaba como delantero y fue internacional con su país. Nació el 4 de enero de 1975 en Níger. Jugó en el GKS Katowice, Albacete Balompié, GD Chaves,Legia Warsaw, Rega-Merida Trzebiatów, Mazur Karczew, y finalmente en el Sporting La Gineta.
Su etapa dorada la vivió en el Albacete Balompié (1996-2000), hasta tal punto que el Real Madrid, presidido entonces por Lorenzo Sanz, firmó una opción de compra sobre el jugador. La ciudad manchega demostró un gran cariño hacia el jugador, apodándole “Yamaha” dada su velocidad sobre el campo y el parecido de su apellido con el de la marca de motos. Algunos medios nacionales le empezaron a conocer como el 'Weah manchego', dado su parecido con el mítico jugador George Weah.
Tras su salida del 'Alba' en enero de 2000 se marchó a Grecia, y posteriormente firmaría por el Legia Varsovia, club en el que permaneció hasta enero de 2003 y con el que llegó a disputar la fase previa de la Champions League (anotando un gol) y la Europa League.
Posteriormente firmó por el GKS Katowice pero apenas jugó 12 partidos en año y medio.
Finalmente regresó a la ciudad de Albacete para asentar su residencia y jugó durante unos meses en el Sporting La Gineta, equipo de categoría regional.

## Clubes
| Club               | País    | Año         |
| ------------------ | ------- | ----------- |
| JS du Ténéré       | Níger   | 1995        |
| Sokół Tychy        | Polonia | 1996        |
| Hutnik Nowa Huta   | Polonia | 1996        |
| Albacete Balompié  | España  | 1997 - 1999 |
| A.O. Trikala       | Grecia  | 2000        |
| GKS Katowice       | Polonia | 2000 - 2001 |
| Legia de Varsovia  | Polonia | 2001 - 2003 |
| GKS Katowice       | Polonia | 2003        |
| Rega Trzebiatów    | Polonia | 2006        |
| Mazur Karczew      | Polonia | 2006 - 2007 |
| Sporting La Gineta | España  | 2007 - 2008 |